# Šiveluč
Šiveluč (rusky Шивелуч) je nejsevernější aktivní sopka v Kamčatském kraji v Rusku. Občas je nazývána Ševeluč (rusky Шевелуч). Je jednou z největších a nejaktivnějších sopek Kamčatky.

## Historie
Šiveluč se začal tvořit zhruba před 60 000 až 70 000 lety (2010). V holocénu proběhlo alespoň 60 velkých erupcí. Během holocénu proběhlo nejintenzivnější období vulkanismu — včetně častých velkých a mírných erupcí — 6500–6400 př. n. l., 2250–2000 př. n. l. a 50–650 n. l. To se dělo současně s vrcholy sopečné činnosti dalších kamčatských sopek. Současné období činnosti sopky začalo zhruba 900 let př. n. l. Od té doby se intenzivní a mírnější období sopečné činnosti střídaly v 50letých až 400letých údobích. Katastrofální erupce se vyskytly v letech 1854 a 1956, kdy došlo ke zřícení velké části sopky a vytvořil se ničivý sesuv.
Poslední erupce Mladého Šiveluče začala 15. srpna 1999 a trvala přinejmenším do roku 2010.
6. dubna 2014 došlo v sopce Šiveluč k výstupu popela do výšky až 6 km. Z toho důvodu byl v leteckém provozu pro danou oblast nastaven oranžový kód.
V úterý 11. dubna 2023 těsně po půlnoci místního času vulkán vybuchl a vychrlil popel do výšky až 20 km, na vesnice vzdálené 50 až 70 km a na plochu 108 000 km², nejvíce západním a jižním směrem. V okolních vesnicích vrstva popela dosahovala až 8,5 cm – nejvíce za šedesát let. Bylo vydáno varování před sopečnými bahnotoky (lahary).

## Popis
Šiveluč patří ke skupině sopek Ključevskaja. Sama sestává ze stratovulkánu Starý Šiveluč (Старый Шивелуч), z prastaré kaldery a aktivního Mladého Šiveluče (Молодой Шивелуч), s výškou 2800 metrů. Šiveluč je jednou z největších a nejaktivnějších vulkanických struktur. Jedná se o stratovulkán složený ze střídajících se vrstev zpevněného popela, utuhlé lávy a vulkanických hornin.
Nejbližší sídlo je Ključi, leží asi 50 km jihozápadně od sopky. Sídlo je dostatečně malé, aby mohlo být včas evakuováno v případě větší erupce.

## Galerie

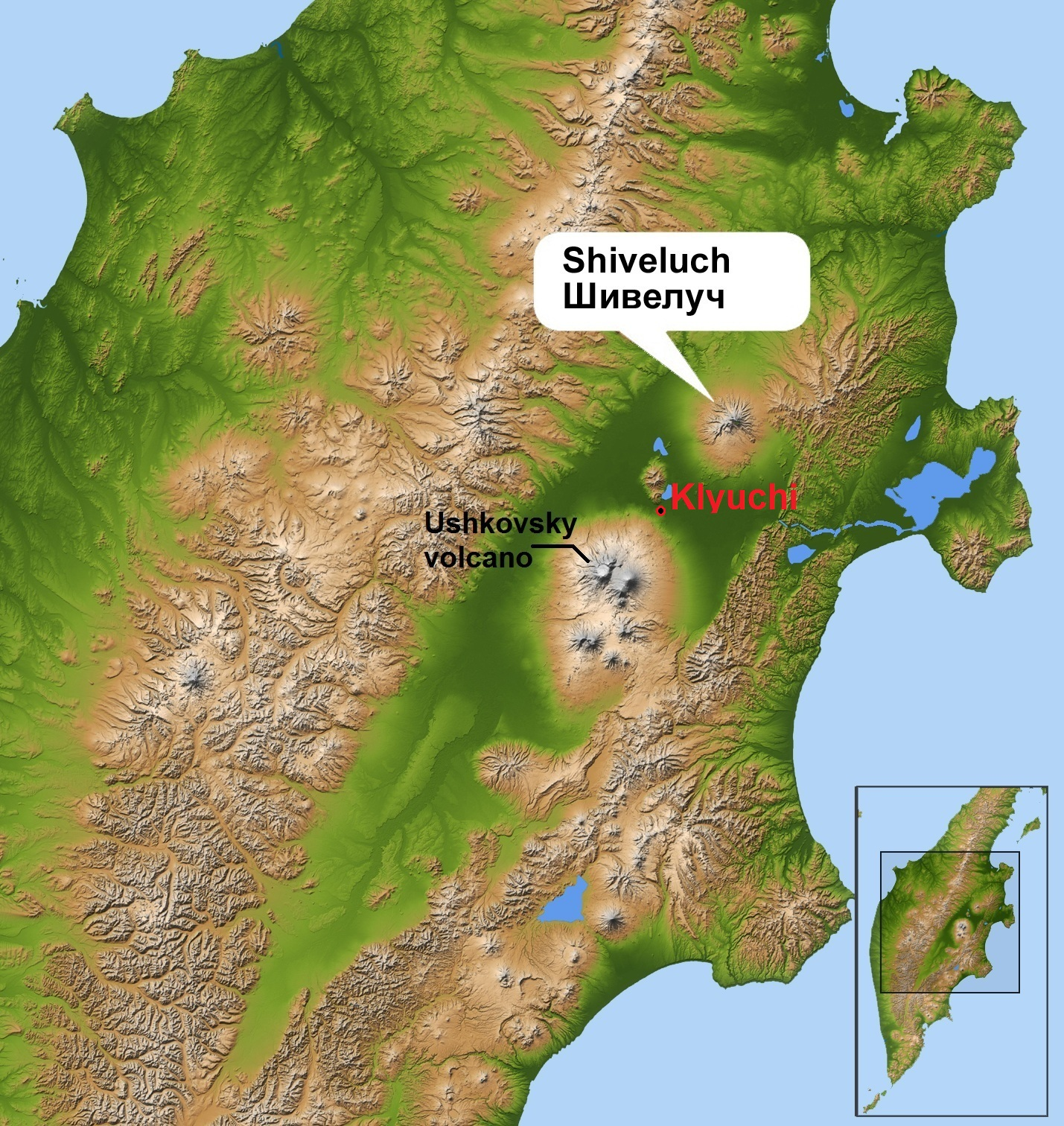
Poloha Šiveluče
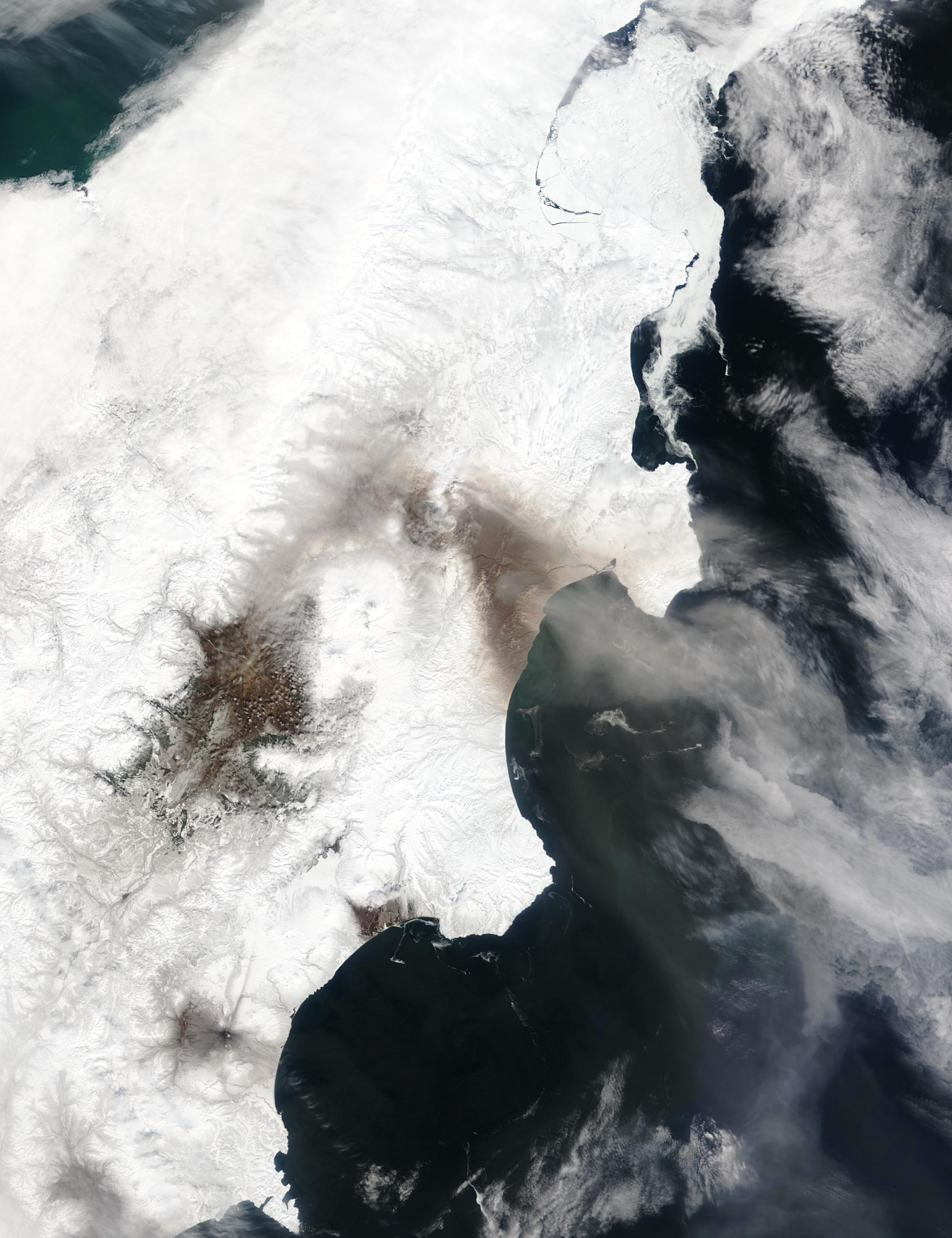
Erupce Šiveluče, 9. května 2004.
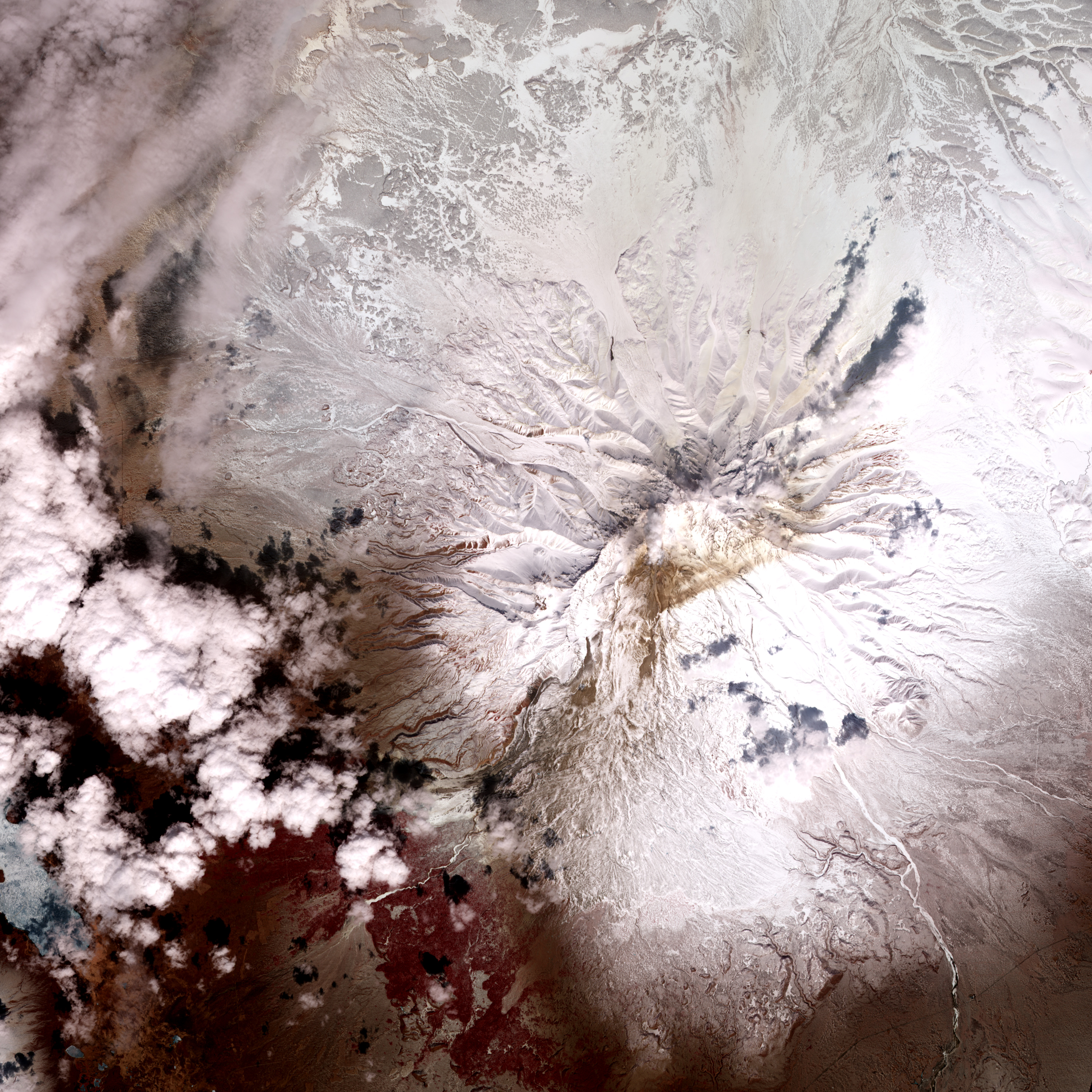
Šiveluč vypustil malý sloupec páry.
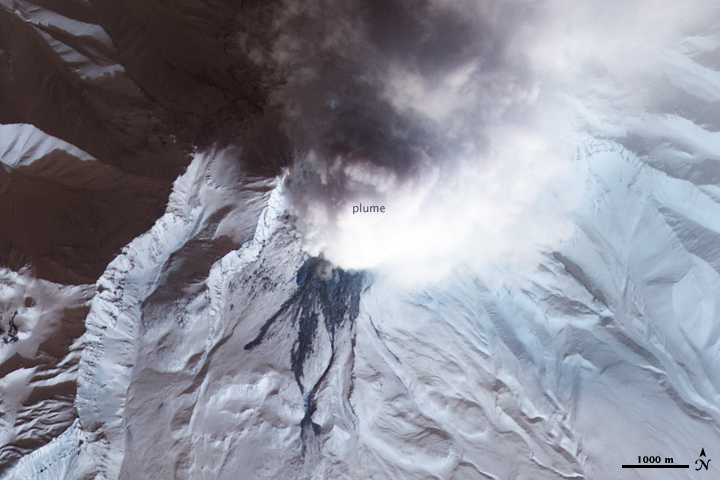
Šiveluč, 13. února 2010.
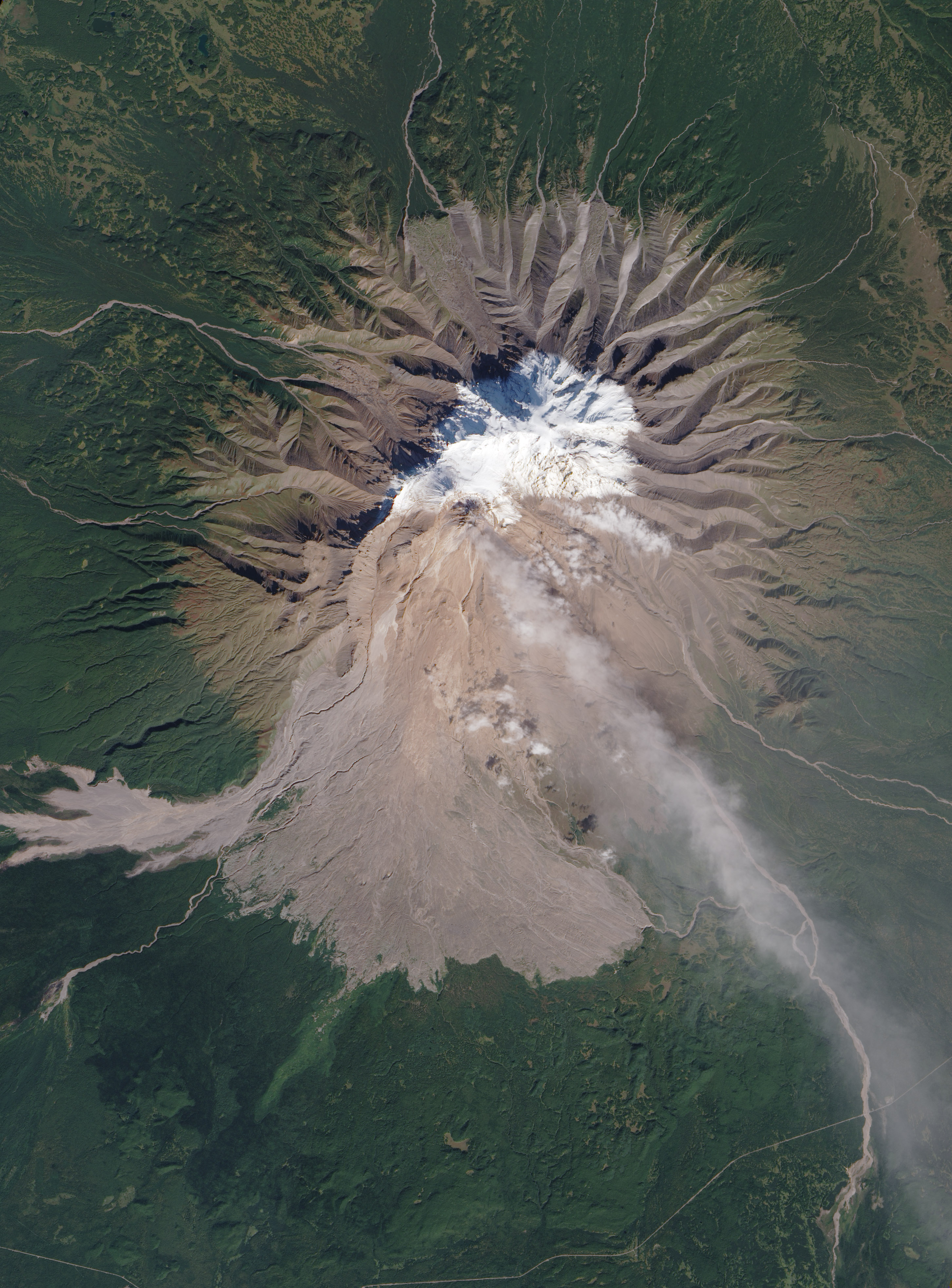
Šiveluč, 7. září 2010.
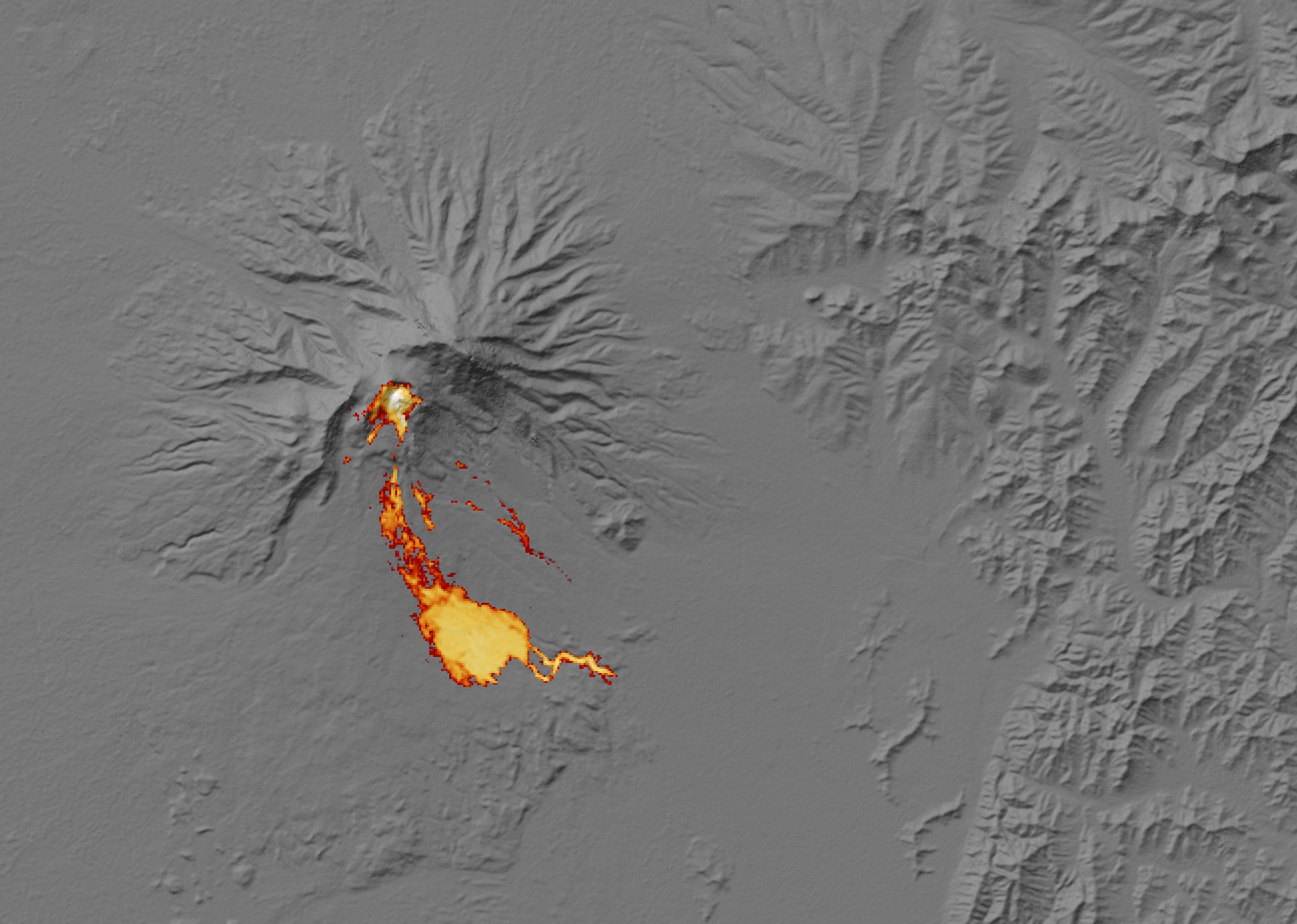
Tepelná stopa pyroklastického proudu na Šiveluči, leden 2011.
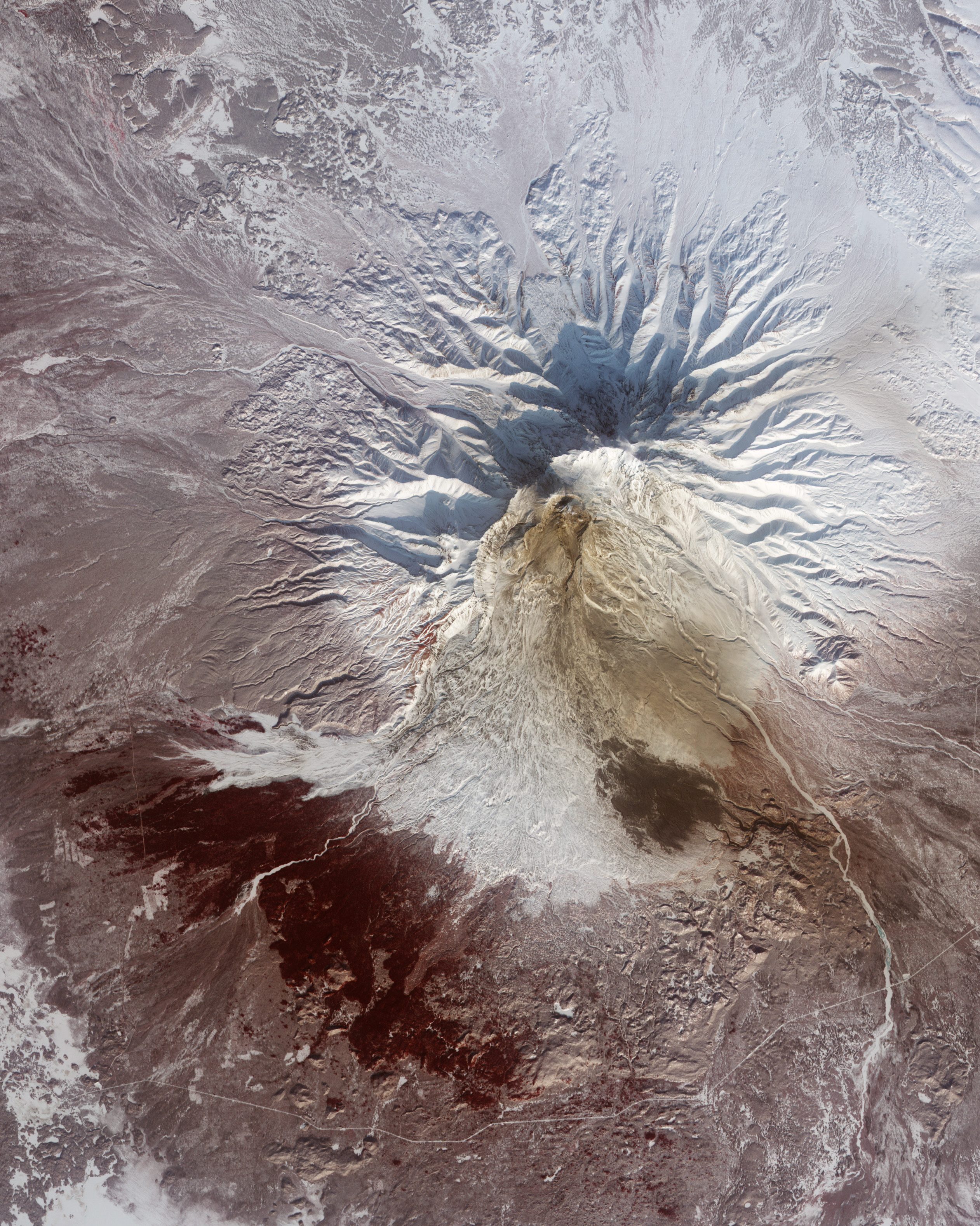
Snímek ve falešných barvách ukazuje pozůstatky velkého pyroklastického proudu na svazích sopky.
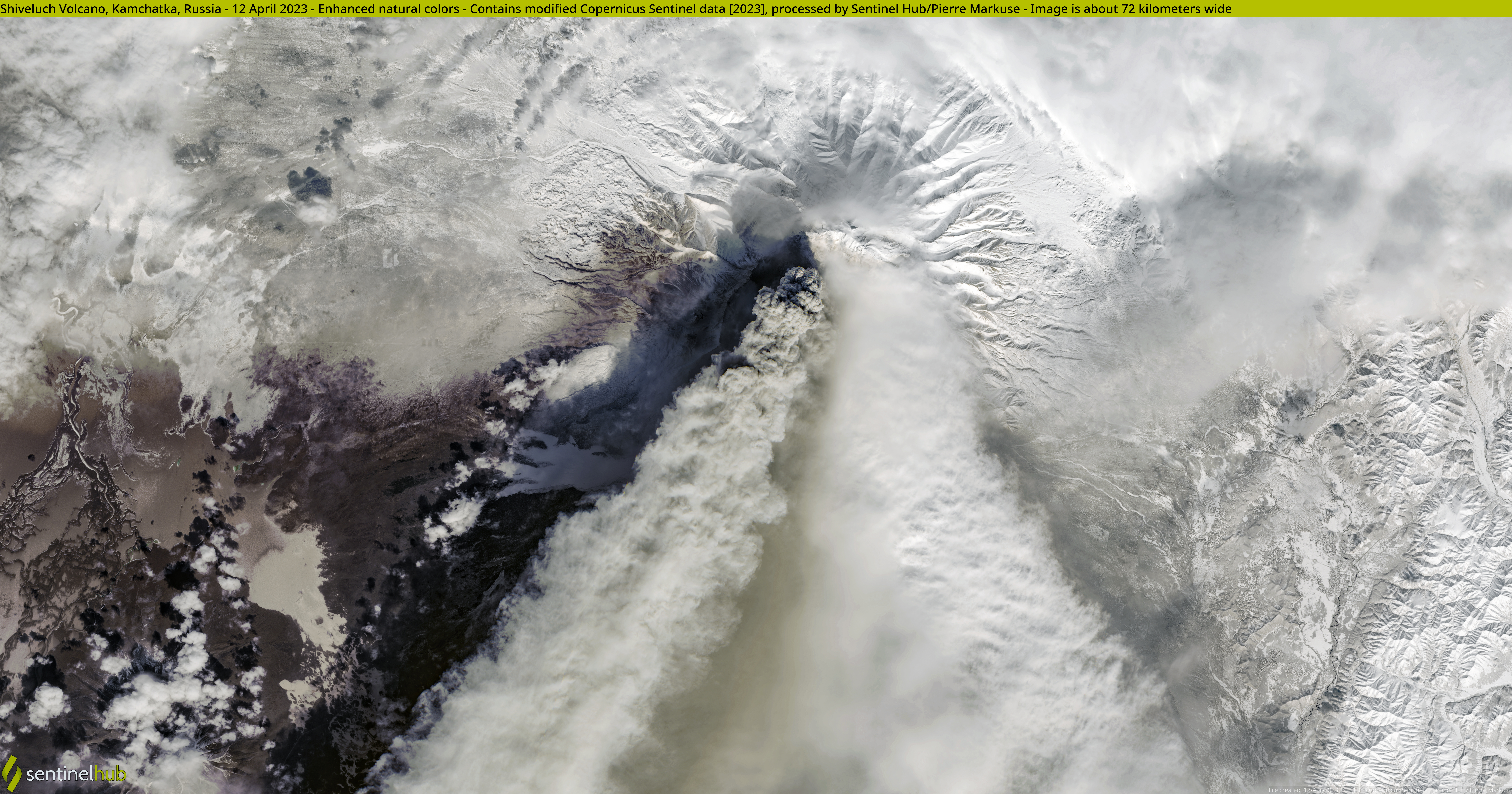
Pokračující erupce 12. dubna 2023.